# Липчак Федір Федорович
Фе́дір Фе́дорович Липчак (24 квітня 1977 — 28 жовтня 2014) — український військовик, солдат 24-го окремого штурмового батальйону «Айдар» Збройних сил України, учасник російсько-української війни.

## Життєпис
Закінчив Косівсько-Полянську ЗОШ № 2. Проживав в селі Гурівщина Київської області. Був серед небайдужих, котрі будували в селі Храм Пресвятої Богородиці. Три роки в храмі відслужив пономарем.
Учасник подій Революції Гідності. У часі війни — доброволець, солдат, підрозділ радіозв'язку, 24-й батальйон територіальної оборони «Айдар», псевдо «Гуцул».
28 жовтня 2014-го загинув, вирушивши автомашиною на бойове завдання поблизу міста Щастя.
Без Федора лишились дружина, двоє синів, родина.

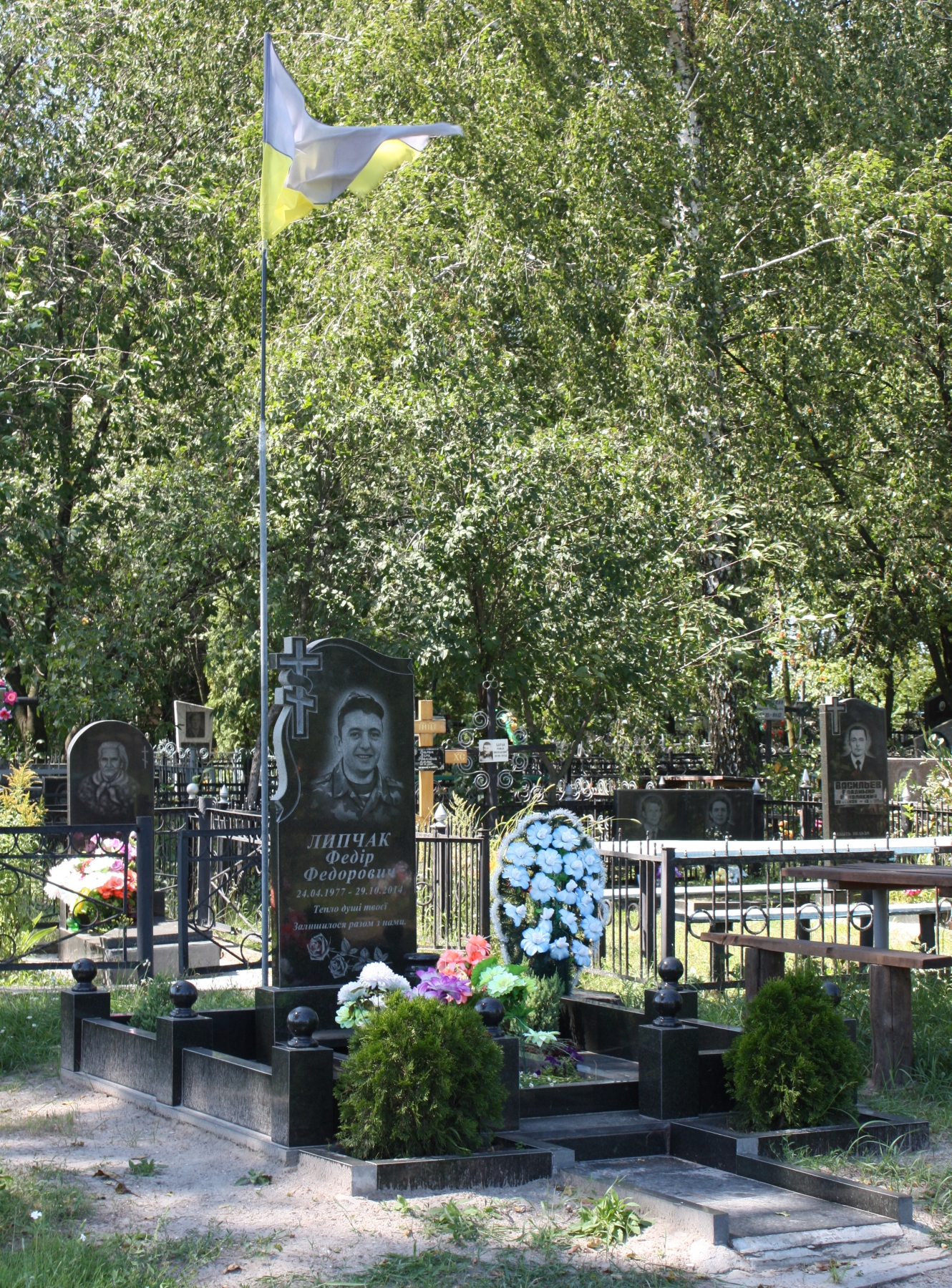
могила Федіра Липчака в селі Гурівщина

Похований у селі Гурівщина, Києво-Святошинський район.

## Нагороди та вшанування
За особисту мужність і героїзм, виявлені у захисті державного суверенітету та територіальної цілісності України, вірність військовій присязі під час російсько-української війни, відзначений — нагороджений
- орденом «За мужність» III ступеня (посмертно)
- у Косівсько-Полянській ЗОШ № 2 28 жовтня 2015-го відкрито меморіальну дошку його честі